# Old Wingate
Old Wingate – wieś w Anglii, w hrabstwie Durham. Leży 12 km na południowy wschód od miasta Durham i 368 km na północ od Londynu.